# Jordi Maluquer de Motes
Jordi Maluquer de Motes i Bernet (Barcelona, 1946) es un historiador español, catedrático de Historia e Instituciones Económicas en la Universidad Autónoma de Barcelona. Es hijo del arqueólogo Juan Maluquer y hermano del jurista Carlos Juan Maluquer de Motes.

## Biografía
Fue vicerrector de investigación en la UAB, de 1992 a 1994. Se dedica preferentemente a la investigación de asuntos de historia económica y social de Cataluña y las Antillas. Ha sido asesor económico de diversas administraciones, y colaboró con Ernest Lluch, Borja de Riquer, Josep Maria Vallès i Casadevall o Pedro Solbes. Es autor de numerosos estudios, libros, artículos y colaboraciones en obras colectivas. Desde 1992 dirige, junto a Jordi Nadal y Antonio Macías la colección Cruzar el charco, que aborda la migración entre España y Sudamérica. Fue codirector de la obra Historia Económica de la Cataluña Contemporánea (6 volúmenes, 1988-94), siendo autor de la parte que trata la industrialización y modernización de Cataluña en el siglo XIX. También ha investigado sobre la crisis nacional de 1898. Dirigió la obra Técnicas y tecnología en el desarrollo de la Cataluña contemporánea (2000). Con Borja de Riquer dirigió los dos últimos volúmenes de la Historia de Cataluña de Pierre Vilar.

## Obras
- El socialismo en España 1833-1868 (1977)
- Cataluña, la fábrica de España (1985) con Jordi Nadal
- Industrialización y nacionalismo: análisis comparativo (1985)
- Nación e inmigración: los españoles en Cuba (S.XIX y XX) (1992), promovida por la Fundación Archivo de Indianos
- España en la crisis de 1898: de la gran depresión a la modernización económica del S.XX (1999)
- Historia económica regional de España. Siglos XIX y XX (2001), coautor con otros veinte historiadores
- Economía y colonias en la España del 98 (1999), con Pedro Tedde
- España en crisis. Las grandes depresiones económicas, 1348-2012 (2013), con Enrique Llopis
- La economía española en perspectiva histórica (2014)
- España en la economía mundial. Series largas para la economía española (1850-2015). (2016)
- La burguesía catalana y la esclavitud en Cuba: Política y producción (1976) Revista de la Biblioteca Nacional José Martí. Número 2. Mayo-Agosto, Habana, Cuba

## Premios
- Premio Joan Dexeus de Economía